# Еволюція грошей. Фінансова історія світу
Еволюція грошей. Фінансова історія світу (англ. The Ascent of Money: A Financial History of the World) — книжка автора бестселерів «Цивілізація» та «Площі та вежі», професора Гарвардського університету Ніла Ферґюсона. Вперше опублікована 2006 року. 2017 року перекладена українською мовою видавництвом «Наш формат» (ISBN	978-617-7388-89-9).

## Огляд книги
Книга про те, що стоїть за еволюцією фінансової системи — від стародавньої Месопотамії до сучасної світу фінансів. «За кожним значним історичним явищем лежить певний фінансовий секрет», — наголошує Ферґюсон.
Автор поринає у витоки іпотечної кризи та досліджує чому відкритий ринок не може забезпечити належного захисту від фінансових катастроф.
На даний момент інвесторам вже пізно хвилюватись про подорожчання нерухомості, а фінансистам про дешеві кредити, але, можливо, уроки минулого допоможуть запобігти допущення помилок в майбутньому.
Книжка лягла в основу документального фільму "The Ascent of Money" (2008), якому в 2009 році присвоїли нагороду International Emmy Award.[джерело?]

## Український переклад
- Ферґюсон, Ніл. Еволюція грошей. Фінансова історія світу / пер. Катерина Диса. К.: Наш Формат, 2017. — 384 с. — ISBN 978-617-7388-89-9

## Зміст
Вступ

### 1. За межами уяви
Гора грошей
Акули-лихварі
Народження банківської системи
Еволюція банківської справи
Країна банкрутів

### 2. Тягар пристрастей людських
Гори боргів
Бонапарт фінансів
Діксі втрачають усе
Евтаназія рантьє
Воскресіння рантьє

### 3. Надування бульбашок
У своїй компанії
Перша супербульбашка
"Бики" й "ведмеді"
Історія про "товсті хвости"

### 4. Ризик повертається
Великий неспокійний
У пошуках захисту
Від війни до добробуту
Чилійське диво
Із захистом і без

### 5. Як за мурованою стіною
Аристократи - власники нерухомості
Демократія домовласників
Від ощадно-кредитних спілок до субстандартних іпотек
Надійні як домогосподарки

### 6. Від імперії до Кимерики
Глобалізація і Армагеддон
Економічні кілери
Короткотривале витрачання капіталу
Кимерика
Післямова. Походження грошей
Подяки
Примітки
Список ілюстрацій